# 馬特烏斯·比尼克
馬特烏斯·比尼克（波蘭語：Mateusz Bieniek；1994年4月5日—）是一位波蘭排球運動員。他現在效力於波蘭排球聯賽球隊Skra Bełchatów。他代表波蘭國家男子排球隊參與過2016里約奧運、2020東京奧運、2018世錦賽及2022世錦賽。

## 排球生涯

### 國家隊
2015年4月2日，他被時任波蘭男排國家隊教練Stéphane Antiga徵召入隊。他首次以代表隊登場的比賽為2015年5月28日對戰俄羅斯的世界排球聯賽，以比數3–0獲勝。他獲得14分並被稱為該場比賽的「最有價值球員」。2018年9月30日，波蘭獲得了第三個世界男子排球錦標賽冠軍頭銜。在冠軍賽中，波蘭以直落三橫掃巴西，成功衛冕冠軍。

## 體育成就

### 俱樂部
- 世界男排俱樂部錦標賽
  -  貝廷 2019 – 與盧貝排球
- 國內聯賽
  - 2016/2017  Polish Cup，與ZAKSA肯傑任科茲萊
  - 2016/2017  Polish Championship，與ZAKSA肯傑任科茲萊
  - 2018/2019  Polish Cup，與ZAKSA肯傑任科茲萊
  - 2018/2019  Polish Championship，與ZAKSA肯傑任科茲萊
  - 2019/2020  義大利盃，與盧貝排球

### 個人獎項
- 2021： 男子排球國家聯賽 – 最佳中間手
- 2022： Polish Championship – 最佳發球選手 （页面存档备份，存于）
- 2022： 男子排球國家聯賽 – 最佳中間手
- 2022： 世界男子排球錦標賽 – 最佳中間手

### 授勳
- 2018：  Cross of Merit（英语：Gold Cross of Merit (Poland)）[5]

## 外部連結
- Player profile在歐洲排球聯合會
- 在LegaVolley.it的選手資料 （页面存档备份，存于） （義大利語）
- 在PlusLiga.pl的選手資料 （页面存档备份，存于） （波蘭語）
- 在Volleybox.net的選手資料 （页面存档备份，存于）

| 獎項                                         | 獎項                                                                                   | 獎項                                   |
| -------------------------------------------- | -------------------------------------------------------------------------------------- | -------------------------------------- |
| 前任： Ivan Iakovlev 馬克斯維爾·霍爾特       | 男子排球國家聯賽 最佳中間手 2021 與 Maurício Souza共同獲獎 2022 與 大衛·史密斯共同獲獎 | 繼任： 大衛·史密斯 雅各布·科哈諾夫斯基 |
| 前任： 盧卡斯·斯特坎普 皮奥特爾·諾瓦克沃斯基 | 世界男子排球錦標賽 最佳中間手 2022 與 詹盧卡·加拉西共同獲獎                            | 繼任： 現任                            |